# Manuel Vázquez Sagastizábal
Manuel Vázquez Sagastizábal (Sevilla, 17 de diciembre de 1910 - Peñarroya-Pueblonuevo, Córdoba, 23 de enero de 1939) fue un militar y aviador español. Se le considera uno de los más destacados pilotos de caza durante la guerra civil española.

## Biografía
Realiza el servicio militar en Sevilla en 1932, sirviendo en Intendencia, licenciándose como Cabo de Complemento. En febrero de 1936 se incorpora como Instructor de Vuelo al Aeroclub de Sevilla al tener el título de piloto civil. Al producirse la sublevación militar, se incorpora al bando sublevado como piloto de reconocimiento, realizando vuelos desde el aeródromo de Tablada de Sevilla.

### Comienzo de la Guerra civil
El 23 de julio de 1936, desaparece un Breguet 19 de reconocimiento tras las líneas enemigas. Vázquez despega por la mañana en busca del avión desaparecido, consigue localizar sus restos en las inmediaciones del río Genil, cerca del pueblo de Herrera a 100 kilómetros del frente. Tras aterrizar cerca del avión derribado, comprueba que el avión ha sido inutilizado, pero no localiza a los tripulantes, "habían sido fusilados, una vez reducido, tras una resistencia heroica", Tenientes Francisco Medina Lafuente y Jacinto Bada Vasallo.
A lo largo de los siguientes meses realiza arriesgadas misiones de reconocimiento por Andalucía así como misiones de enlace con las columnas nacionales desplegadas por el Frente Andaluz. En varias ocasiones aterriza en territorio enemigo para conseguir información o para transmitir mensajes a los jefes de las columnas. Debido a su arrojo y valor, sería felicitado en numerosas ocasiones por los jefes de las columnas y por sus superiores. 
A pesar de volar con una avioneta civil, se enfrenta en varias ocasiones a cazas republicanos, haciendo que le persigan, hasta ponerse a tiro de las baterías antiaéreas propias, para que los derriben.
Entre los días 13 y 14 de octubre de 1936, realizó hasta siete servicios de guerra, realizando misiones de enlace y de reconocimiento, en apoyo de las columnas que operan en la zona de Córdoba, llegando a aterrizar en varias ocasiones incluso bajo fuego enemigo, cerca de las avanzadillas nacionales y capturando personalmente una bandera republicana en una de las ocasiones. Por esta acción fue recompensado y ascendido de Cabo a Alférez de Complemento.

### Piloto de caza
A finales de 1936, Joaquín García-Morato, crea la Patrulla Azul, gracias a los Fiat CR.32 de caza, cedidos por los italianos. Tras recibir nuevos aparatos, García-Morato incorpora a nuevos pilotos a su unidad, escogiendo a antiguos pilotos de caza de la Aviación Militar Española, algunos de los cuales entrenó él mismo, antes de la guerra. Ante la falta de pilotos de caza entrenados, García-Morato, busca para incorporar a su escuadrilla de caza, a pilotos que han destacado desde que comenzó la guerra.
El primero que elige para incorporarse a la Patrulla Azul, a pesar de que carece de entrenamiento como piloto de caza, es a Manuel Vázquez Sagastizábal. El valor y la iniciativa que ha demostrado este piloto, en las diversas misiones de vuelo que ha realizado, han impresionado a García-Morato. Tras ser destinado a la caza, se incorpora a la 2-E-2, escuadrilla mandada por el Capitán Ángel Salas Larrazabal.
Pilotando aviones Heinkel 51 ya obsoletos para usarlos como cazas, combate en el frente de León y Asturias en los primeros meses de 1937. En el mes de abril, pasa destinado a la escuadrilla 1-E-3, dotada de aviones de caza Fiat CR.32, más aptos para usarlos como cazas, realizando muchos servicios de guerra, pero a pesar de realizar muchas misiones de vuelo no consigue derribar ningún avión.
El 2 de junio de 1937 consigue derribar dos aviones Polikarpov R-Z Natacha de reconocimiento republicanos y reclama como tocado un caza Polikarpov I-15 "Chato", en el mismo combate. Unos días después el 11 de junio, en una misión de alarma sobre Zaragoza, derriba un bombardero francés Potez 540 y un caza ruso Polikarpov I-16 "Mosca". El 16 de junio amplió su lista y a finales del mes ya se había convertido en un As, tras superar los cinco aviones derribados. Durante ese mes de junio es ascendido a Teniente de Complemento y en julio participa en la Batalla de Brunete donde sigue sumando aviones deribados.
A lo largo de septiembre y octubre combate en la ofensiva sobre Santander y Asturias y en diciembre de 1937, participa en la durísima Batalla de Teruel.
A lo largo de los primeros meses de 1938, continúa participando en innumerables servicios de guerra, superando ya los 10 aviones derribados.
En julio de 1938,realiza el curso de capacitación para Jefe de Escuadrilla siendo en esa fecha ascendido a Capitán de Complemento.
Tras finalizar el curso, es destinado de nuevo con su antigua unidad y enviado al Frente de Extremadura y de allí a finales de julio de 1938, tras la ofensiva republicana en el Ebro, su unidad es enviada a luchar en la Batalla del Ebro.

### Jefe de escuadrilla
En septiembre de 1938 recibe el mando de la escuadrilla de caza 1-E-3, volando con ella durante toda la Batalla del Ebro. El 23 de enero de 1939, al frente de su escuadrilla, se encuentra combatiendo en el Frente de Córdoba, participando en la Batalla de Peñarroya.
Ese día, realizando una misión de protección de bombarderos, tras comprobar que se están quedando sin combustible, ordena a su escuadrilla que regrese a la base, permaneciendo él, al frente de su patrulla, unos minutos más sobre el frente. Unos minutos después, observa como una escuadrilla de cazas I-15 republicanos, se dirige hacia los bombarderos franquistas. A pesar de que estaba solo con los tres aviones de su patrulla, se lanza al ataque contra cerca de 15 cazas republicanos, para tratar de proteger a los bombarderos.
Tras combatir durante varios minutos con los cazas republicanos, resulta gravemente herido, recibiendo un tiro de frente que le entra por la ingle y le sale por la espalda. Tras saltar en paracaídas, cae en territorio enemigo y muere en un hospital republicano unas horas después, debido a la gravedad de sus heridas.

## Historial de guerra
Al morir, Manuel Vázquez Sagastizábal había volado durante la guerra más de 900 horas de vuelo, y había realizado más de 400 servicios de guerra. Había participando en al menos 39 combates aéreos, en los cuales había derribado 22 aviones republicanos y había reclamado 7 aviones más como derribos probables.
Fue propuesto, por la acción del 23 de enero, para la máxima condecoración española, la Cruz Laureada de San Fernando a título individual, que le sería concedida a título póstumo.
Está enterrado en Sevilla.